# Kabuna
Kabuna är en ö i Kiribati.   Den ligger i örådet Tabiteuea och ögruppen Gilbertöarna, i den sydöstra delen av landet, 400 km sydost om huvudstaden Tarawa.